# Ungarische Badmintonmeisterschaft 1964
Die Ungarische Badmintonmeisterschaft 1964 fand in Budapest statt. Es war die fünfte Austragung der nationalen Meisterschaften von Ungarn im Badminton.

## Titelträger
| Disziplin    | Sieger                  |
| ------------ | ----------------------- |
| Herreneinzel | Pál Rázsó               |
| Dameneinzel  | Éva Ráduly              |
| Herrendoppel | Pál Rázsó György Rázsó  |
| Damendoppel  | Éva Szűcs Éva Schmitt   |
| Mixed        | György Rázsó Éva Ráduly |